# Baktun

A baktun rovásképe

Egy baktun (b'ak'tun) egy 20 katunból álló egység az ősi maja időszámítás szerint. Ez 144 000 napot jelent, ami 394,26 tropikus évnek felel meg. A maja civilizáció klasszikus időszaka a jelen naptári ciklus 8. és 9. baktunja alatt történt.
Egy-egy baktun egy-egy nagyobb ciklusból áll, melyek több kisebb ciklust foglalnak magukba, legkisebb ciklusa az egy nap. A baktun végén az idő „lenullázódik” és újrakezdődnek a kisebb ciklusok. A jelenlegi baktun - a 14. baktun - 13.0.0.0.0, vagyis 2012. december 21-én kezdődött.